# Bruchhausen (Waldbröl)
Bruchhausen je městská část města Waldbröl v zemském okrese Oberberg v jižním Severním Porýní – Vestfálsku ve vládním okrsku Regierungsbezirks Köln.

## Poloha
Vesnice se nachází asi 4,7 kilometru od městského centra poblíž hranice Porýní-Falce.

## Dějiny

### První zmínka
Sídlo bylo zmíněno poprvé v roce 1447 jako Broichhusen, a to v Rechnung des Homburger Rentmeister Johann van Flamersfelt.

## Turistika
Bruchhausenem prochází významná turistická stezka X65 spolku Sauerländischer Gebirgsverein z Morsbachu do Schneppe.

## Pamětihodnosti
V Bruchhausen se nachází Bruchhauser Mühle, bývalý olejný a obilný mlýn, jenž byl zmíněn poprvé v roce 1571. Jde o poslední mlýn v regionu Oberbergisches Land, jenž je dodnes v provozu, i když je dnes poháněn elektřinou. Staré mlecí zařízení je dobře zachováno, k mání je i ostatní zařízení mlýna. Tříposchoďový mlýn nabízí přehledný obraz dějin mlecí technicky.